# Harry Schwarz
Harry Heinz Schwarz (Colonia. Alemania; 13 de mayo de 1924 - Johannesburgo, Sudáfrica; 5 de febrero de 2010) fue un destacado abogado y estadista sudafricano de origen judío alemán, conocido por ser uno de los principales opositores al apartheid en su país, sirviendo por 17 años (de 1974 a 1991) en el parlamento de Sudáfrica para luego ocupar el puesto de embajador sudafricano en los Estados Unidos de 1991 a 1995.
A pesar de haber pasado una infancia en la pobreza como refugiado, debido a su condición de judío alemán, Harry Schwarz se convirtió en un apreciado abogado y pronto se convirtió en miembro del Consejo Provincial de Transvaal, donde desde 1963 y hasta 1974, fue el líder de la oposición en la provincia de Transvaal. En 1964 fue abogado defensor en el proceso de Rivonia. Como líder del Partido Unido en Transvaal lideró a los liberales "Young Turks" para escindirse del Partido Unido y formar el Partido Reformista, el cual lideró, además reordenó a la oposición política en Sudáfrica. Como líder de la oposición en el Parlamento de Sudáfrica, conocido por sus afilados ataques sobre el Partido Nacional, ostentó el puesto de Ministro de Finanzas así como el de Defensa en la oposición. Fue miembro fundador del Partido Demócrata de Sudáfrica y abogó por la causa de la resistencia no violenta al apartheid. Durante y después de la transición a la democracia de Sudáfrica fue Embajador de Sudáfrica en Estados Unidos, Alto Diplomático de Sudáfrica y también fue acreditado como primer embajador sudafricano en Barbados. Estuvo en la oposición política más de 40 años y fue un destacado oponente del Partido Nacional.
Fue fundador de Torch Commando, un movimiento de exsoldados para protestar en contra de la disgregación racial en Sudáfrica. Durante décadas perteneció a la Asamblea de Representantes de la Comunidad Judía de Sudáfrica y fue uno de los más importantes líderes de la comunidad judía. Es considerado como uno de los mejores oradores del país de su época. Durante su carrera política, que abarcó 43 años, en los cuales se ganó el respeto de todo el espectro político, nunca perdió una elección. Fue veterano de la Segunda Guerra Mundial. En 1988 recibió la Orden del Mérito al Servicio y recibió varios Doctorados Honoris Causa.
Fue descrito por la Universidad de Stellenbosch como "uno de los padres conceptuales y morales de la nueva Sudáfrica". no solo porque fue uno de los más destacados oponentes al apartheid sino por sus ideas e iniciativas, las cuales tuvieron un destacado papel en el desarrollo del concepto de una democracia negociada en Sudáfrica, basada en los principios de libertad y justicia. Nelson Mandela, del que era amigo y al que visitó en la cárcel, lo describió como un "campeón de los pobres".